# Alto Consiglio di Reggenza
L'Alto Consiglio di Reggenza è stato un organismo politico che ha governato il Principato d'Albania dal 30 gennaio 1920 al 31 gennaio 1925, facendo anche le veci del capo di Stato.
I suoi membri sono stati:
1. 30 gennaio 1920 - 25 dicembre 1921:
- Aqif Pashë Biçaku (18..-1926) (fino al 22 dicembre 1921)
- Luigj Bumçi (1872-1945) (fino al 22 dicembre 1921)
- Abdi Bey Toptani (1864-1942)
- Mihal Turtulli (?-?)

2. 25 dicembre 1921 - 31 gennaio 1925:
- Omer Pashë Vrioni (1839-1928) (fino al 22 gennaio 1922)
- Ndoc Pistulli (?-?) (fino al 22 gennaio 1922)
- Sotir Peci (1873-1932)
- Refik Bej Toptani (?-?)
- Xhafer Ypi (1880-1940) (dal 2 dicembre 1922)
- Gjon Çoba (?-?) (dal 2 dicembre 1922)

Dal 2 luglio al 24 dicembre 1924, Fan Noli ha agito in vece dell'Alto Consiglio.